# Frank Belknap Long

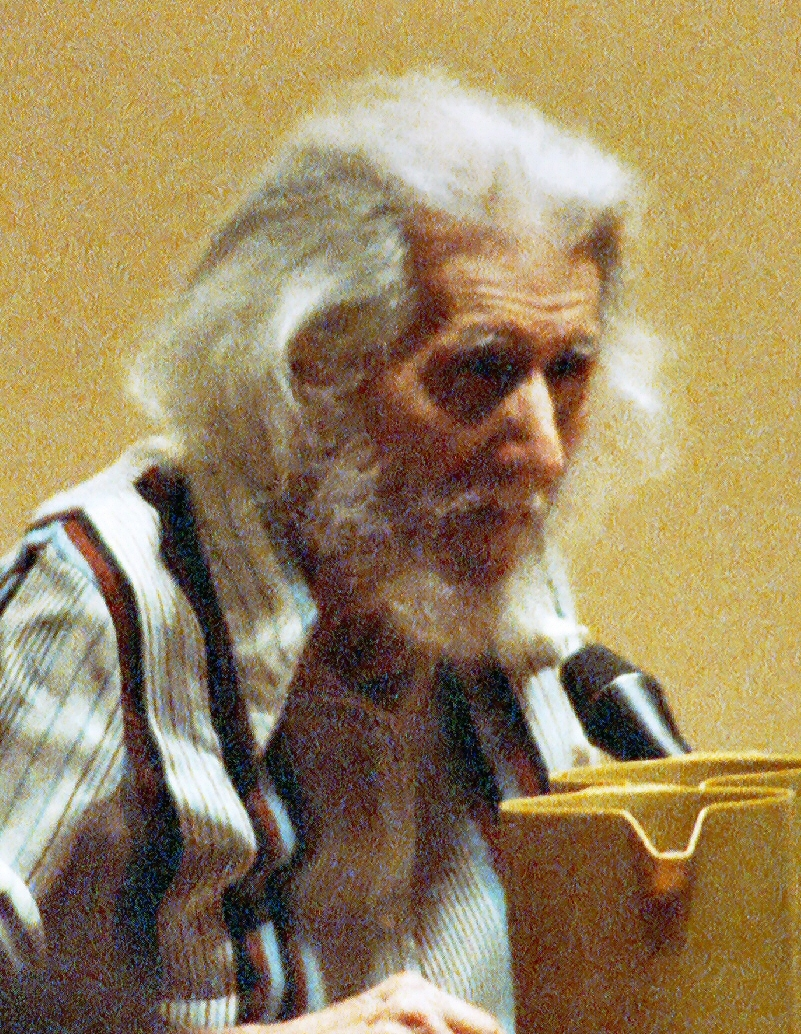
Frank Belknap Long (1990)

Frank Belknap Long (* 27. April 1901 in New York; † 3. Januar 1994 in Manhattan) war ein US-amerikanischer Autor von Horror-, Science-Fiction- und Fantasyliteratur sowie von Gedichten und Comics.

## Leben
Frank Belknap Long wurde in New York City geboren und wuchs in Harlem von Manhattan auf. In New York verbrachte er sein gesamtes Leben. Als Junge war er von der Naturgeschichte fasziniert und träumte davon, von zu Hause auszureißen, um die riesigen tropischen Regenwälder des Amazonas zu erforschen.
Als Jugendlicher war er aktives Mitglied der United Amateur Press Association, einer Vereinigung junger Amateurschriftsteller. Seine dort veröffentlichte Erzählung The Eye Above the Mantel brachte ihm die Aufmerksamkeit des Autors H.P. Lovecraft ein. Zwischen den beiden entwickelte sich eine Freundschaft und briefliche Korrespondenz, die bis zu Lovecrafts Tod im Jahre 1937 andauerte.
1920 begann Long mit dem Studium des Journalismus an der Universität von New York. 1921 erkrankte er an einer schweren Blinddarmentzündung, die zum Blinddarmdurchbruch und lebensgefährlichen Komplikationen führte. Er musste einen Monat im New Yorker Roosevelt-Krankenhaus verbringen. Longs Berührung mit dem Tod führte ihn zu dem Entschluss, die Universität zu verlassen und sich als freier Schriftsteller zu betätigen.
1923, im Alter von 21 Jahren, verkaufte er seine erste Kurzgeschichte The Desert Lich an das Weird Tales-Magazin. Für die nächsten vier Jahrzehnte schrieb Long regelmäßig für die Magazine Weird Tales und Astounding Science Fiction. Sein erster Gedichtband Man from Genoa and Other Poems wurde 1926 veröffentlicht.
Da Long „eingeschränkt wehrdiensttauglich“ war, blieb er vom Zweiten Weltkrieg verschont und schrieb die ganzen 1940er hindurch. In den 1950er Jahren war er Mitherausgeber von Satellite Science Fiction, Short Story, und Mike Shayne's Mystery Magazine. Darüber hinaus schrieb er Comics und Horrorgeschichten für Adventures Into the Unknown und Skripte für die Superhelden Superman, Grüne Laterne und Captain Marvel.
Long war ein vielseitiger Autor und wandte sich später der Science Fiction und gotischen Novellen zu. Letztere schrieb er unter den Pseudonymen „Lyda Belknap Long“ (der Name seiner Ehefrau) und „Leslie Northern“. Darüber hinaus veröffentlichte er Sammlungen seiner Kurzgeschichten (z. B. The Hounds of Tindalos und Night Fear) und Gedichte (darunter In Mayan Splendor), eine Biografie über Lovecraft (Howard Phillips Lovecraft: Dreamer on the Night Side) und seine eigene Autobiografie Autobiographical Memoir (Necronomicon Press, 1985).
1960 heiratete er Lyda Arco. Die beiden blieben bis zu seinem Tod zusammen. Die Ehe blieb kinderlos.
Obwohl Long ein Autor des Fantastischen war, bezeichnete er sich selbst als Agnostiker. Er schrieb einmal, dass er H.P. Lovecrafts Skeptizismus teile, bezüglich allen unbewiesenen übernatürlichen Erscheinungen und dem, was gemeinhin als „das Okkulte“ bezeichnet wird.
Long starb 1994 im Alter von 92 Jahren. Er wurde auf dem New Yorker Woodlawn-Friedhof beigesetzt. Obwohl er über sieben Jahrzehnte als erfolgreicher Schriftsteller gearbeitet hatte, starb er verarmt. Seine Fans steuerten über 3.000 US-Dollar bei, damit seine Inschrift auf dem Familiengrab eingraviert werden konnte.

### Die Freundschaft mit H.P. Lovecraft

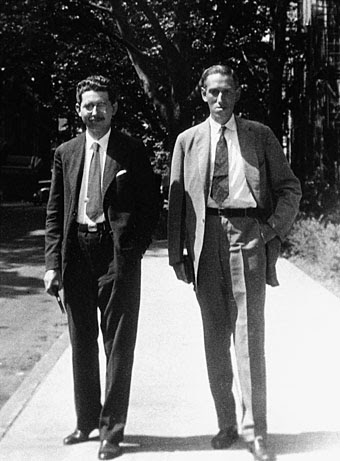
Long (links) mit H.P. Lovecraft (1931)

H.P. Lovecraft war ein enger Freund von Frank Belknap Long. Die beiden sahen sich regelmäßig, vor allen Dingen zwischen 1924 und 1926, als Lovecraft in New York lebte, und schrieben sich oft. Long berichtete, dass er und Lovecraft mehr als tausend Briefe miteinander wechselten, einige davon umfassten nicht weniger als 80 handgeschriebene Seiten. Ein Teil ihres Briefwechsels wurde später vom Verlag Arkham House im Rahmen der Selected Letters-Serie veröffentlicht.
Während der 1930er Jahre waren Long und Lovecraft Mitglieder des Kalem Club (benannt nach den Initialen der Vornamen der Gründungsmitglieder – K, L, M). Long war ebenso Mitglied des „Lovecraft Circle“, einer losen Vereinigung von Fantasyautoren wie Robert Bloch, August Derleth, Robert E. Howard, Henry Kuttner, Clark Ashton Smith und Donald Wandrei, die regelmäßig miteinander korrespondierten, sich gegenseitig beeinflussten oder ihre Werke kritisierten.
Die Freundschaft zwischen Long und Lovecraft ist Gegenstand einer 1985 von Peter Cannon verfassten Novelle mit dem Titel Pulptime: Being a Singular Adventure of Sherlock Holmes, Lovecraft, and the Kalem Club as if Narrated by Frank Belknap Long, Jr.

## Werk

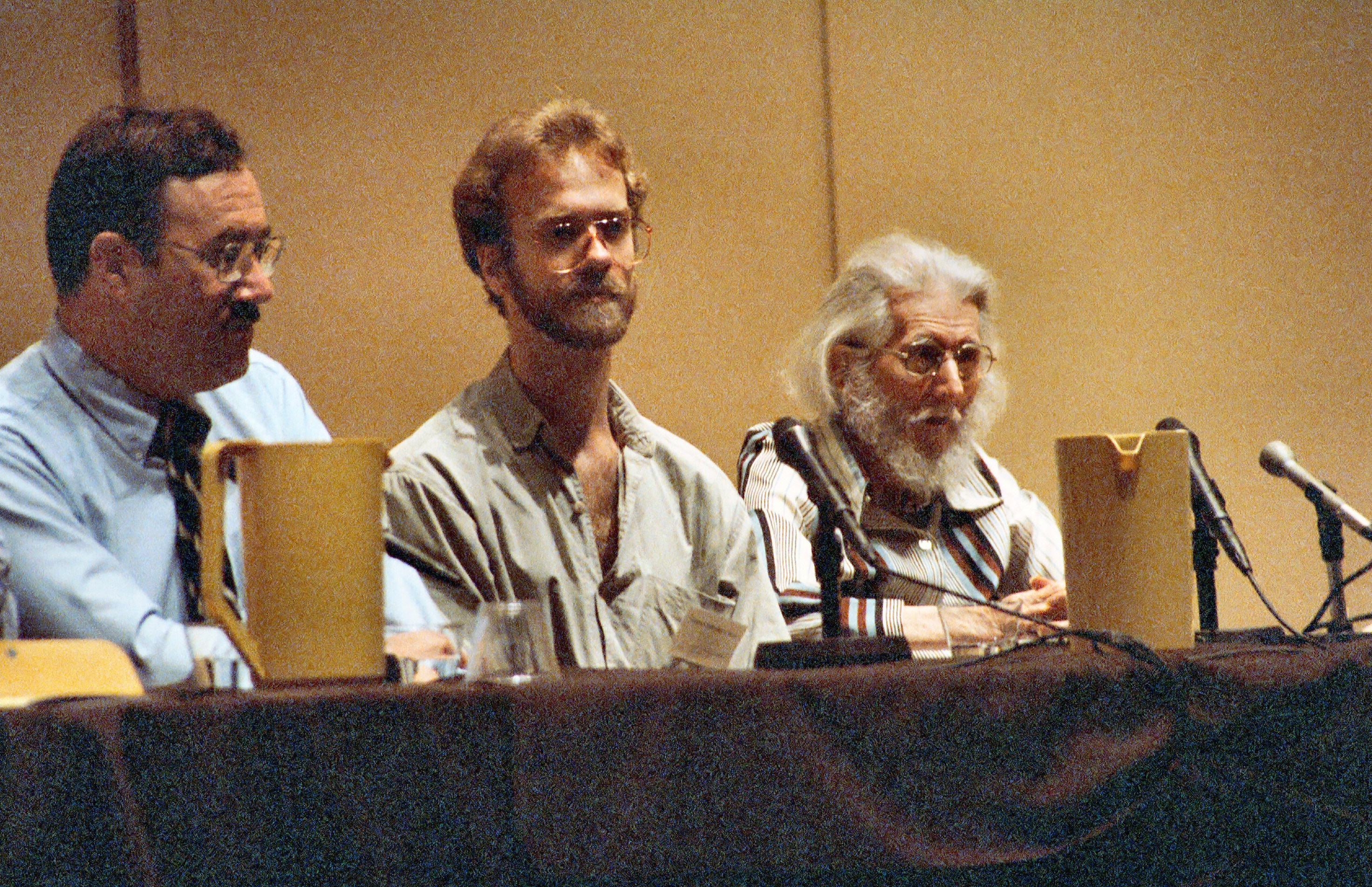
Belknap Long (rechts) mit anderen Horror-Autoren, 1990

Frank Belknap Long schrieb im Laufe seines Lebens 25 Novellen, 150 Kurzgeschichten, 3 Gedichtsammlungen sowie zahlreiche Artikel und Skripte für Comics.
Long verfasste einige frühe Erzählung über den von Lovecraft ins Leben gerufenen Cthulhu-Mythos, darunter The Hounds of Tindalos, The Horror from the Hills und The Space-Eaters.
The Hounds of Tindalos ist Longs berühmtestes Werk. „The Hounds“ sind eine Rotte widerlicher Außerirdischer, die aus einem fernen Winkel des Nicht-Euklidischen Raumes auftauchen und Reisende durch die Zeit verfolgen. Dieser Stoff war Vorbild für eine Reihe von Autoren, wie Ramsey Campbell, Lin Carter und Brian Lumley, die ähnliche Erzählungen schrieben. Einige Metalbands und Komponisten elektronischer Musik, darunter Epoch of Unlight, Edith Byron's Group, Beowulf,  Fireaxe / Brian Voth und Univers Zero griffen das Thema auf und setzten es musikalisch um.
Der bekannte Autor Ray Bradbury fasste einmal zusammen: „Frank Belknap Long hatte fast die gesamte Science-Fiction-Ära in den USA miterlebt, er kannte die meisten Autoren persönlich oder korrespondierte mit ihnen. Mit seinen eigenen Werken bereitete er den Boden dafür vor, während die meisten von uns fast noch Kinder waren.“

## Auszeichnungen
- 1977: First Fandom Hall of Fame Award
- 1978: World Fantasy Award für das Lebenswerk
- 1988: Bram Stoker Award für das Lebenswerk

## Bibliografie

### John Carstairs
(Kurzgeschichtenserie)
- Plants Must Grow (1941)
- Snapdragon (1941)
- Plants Must Slay (1942)
- Satellite of Peril (1942)
- The Ether Robots (1942)
- The Heavy Man (1943)
- Wobblies in the Moon (1943)
- The Hollow World (1945)
- John Carstairs: Space Detective (1949, Sammlung)

### Romane
- Space Station 1 (1957)
  - Deutsch: Die Marsfestung. Übersetzt von Günter Martell. Moewig (Terra #51), München 1959, DNB 455016992.
- Woman from Another Planet (1960)
- The Mating Center (1961)
- The Horror Expert (1961)
- Mars Is My Destination (1962)
- The Horror from the Hills (1931, 1963)
- Three Steps Spaceward (1963)
- It Was the Day of the Robot (1963)
- Mission to a Star (1958, 1964, auch als: Mission to a Distant Star)
- Mission to a Distant Star (Complete Novel) (1958)
- The Martian Visitors (1964)
- So Dark a Heritage (1966)
- This Strange Tomorrow (1966)
- Lest Earth Be Conquered (1966, auch als: The Androids)
- Journey Into Darkness (1967)
- The Three Faces of Time (1969)
- To the Dark Tower (1969, als Lyda Belknap Long)
- Monster from Out of Time (1970)
  - Deutsch: Es kam aus der Tiefe. Übersetzt von Horst Hoffmann. Pabel-Moewig (Terra Astra, #324), Rastatt 1977, DNB 1140557351.
- Fire of the Witches (1971, als Lyda Belknap Long)
- Survival World (1971)
- The Witch Tree (1971, als Lyda Belknap Long)
- The Shape of Fear (1971, als Lyda Belknap Long)
- The Night of the Wolf (1972)
- House of the Deadly Nightshade (1972, als Lyda Belknap Long)
- Legacy of Evil (1973, als Lyda Belknap Long)
- Crucible of Evil (1974, als Lyda Belknap Long)
- The Lemoyne Heritage (1977, als Lyda Belknap Long)
- Operation: Square Peg (1957, 2011, mit Irving W. Lande)
- Operation: Square Peg (Complete Novel) (1957)

### Sammlungen
- A Man from Genoa and Other Poems (1926)
- The Goblin Tower (1935)
- The Hounds of Tindalos (1946, auch als: The Dark Beasts and Eight Other Stories from the Hounds of Tindalos, 1964, auch als: The Black Druid and Other Stories, 1975)
- Odd Science Fiction (1964, auch als: The Horror From the Hills, 1965)
- The Rim of the Unknown (1972)
- The Early Long (1975, auch als: The Hounds of Tindalos, 1978)
- In Mayan Splendor (1977)
- Night Fear (1979)
- Escape from Tomorrow: 3 Previously Unreprinted Weird Tales (1995)
- The Eye Above the Mantel & Other Stories (1995)
- The Man Who Died Twice (And Three Others) (2009)
- Frank Belknap Long (2010)
- Mission to a Distant Star: Science Fiction Triple Feature (2012)
- The Frank Belknap Long Science Fiction MEGAPACK® (2016)
- The Frank Belknap Long Science Fiction Novel Megapack (2016)
- The Third Frank Belknap Long Science Fiction Megapack (2016)
- The 8th Golden Age of Weird Fiction Megapack: Frank Belknap Long, Volume 1 (2016)
- The 9th Golden Age of Weird Fiction Megapack: Frank Belknap Long, Volume 2 (2016)

Deutsche Zusammenstellung:
- mit H. P. Lovecraft: Das Grauen aus den Bergen. Festa (H. P. Lovecrafts Bibliothek des Schreckens #2630), 2013, ISBN 978-3-86552-234-4.

### Kurzgeschichten
- Dr. Whitlock’s Price (1920)
- The Eye Above the Mantel (1921)
- In the Tomb of Semenses (1921)
- The Desert Lich (1924)
- Death-Waters (1924)
- The Sea Thing (1925)
- The Were-Snake (1925)
- Men Who Walk Upon the Air (1925)
- The Devil-God (1925)
- The Ocean Leech (1925)
  - Deutsch: Das Meeresungeheuer. Übersetzt von Ingrid Neumann oder Birgit Bohusch. In: Helmuth W. Mommers & Arnulf D. Krauß (Hrsg.): 21 Grusel Stories – Ein Menü aus Alpträumen. Heyne (Heyne-Anthologien, Bd. 21), München 1967, DNB 456525203.
- The Dog-Eared God (1926)
- The Man with a Thousand Legs (1927)
  - Deutsch: Der Mann mit den tausend Beinen. Übersetzt von Joachim A. Frank. In: Kurt Singer (Hrsg.): Horror: Gruselgeschichten aus alter und neuer Zeit. Büchergilde Gutenberg, Frankfurt a. M. 1971, ISBN 3-7632-1522-0.
- The Man Who Died Twice (1927)
- You Can’t Kill a Ghost (1928)
- The Space-Eaters (1928)
  - Deutsch: Die Weltraumfresser. In: Das Grauen aus den Bergen. 2013.
- The Hounds of Tindalos (1929)
  - Deutsch: Die Hunde des Tindalos. In: Frank Festa (Hrsg.): Der Cthulhu-Mythos: 1917–1975. Festa (H. P. Lovecrafts Bibliothek des Schreckens #2611), 2003, ISBN 3-935822-51-0. Auch in: Das Grauen aus den Bergen. 2013.
- The Red Fetish (1930)
- The Thought Materializer (1930)
- The Black Druid (1930)
- A Visitor from Egypt (1930)
- The Horror from the Hills (1931)
  - Deutsch: Das Grauen aus den Bergen. In: Das Grauen aus den Bergen. 2013.
- The Rajah’s Grandmother (1931)
- The Pearl Robber (1931)
- The Malignant Invader (1932)
- The Horror in the Hold (1932)
- The Brain-Eaters (1932)
- In the Lair of the Space Monsters (1932)
- The Black, Dead Thing (1933, auch als: Second Night Out)
- The Dark Beasts (1934)
- The Beast-Helper (1934)
- The Last Men (1934)
- A Dangerous Experiment (1934)
- The Vapor Death (1934, auch als: The Robot Empire)
- Lost Planet (1934)
- The Body-Masters (1935, auch als: The Love-Slave and the Scientists)
- Green Glory (1935)
- The Great Cold (1935)
- The Blue Earthman (1935)
- Exiles of the Stratosphere (1935)
- Sky Rock (1935)
- The Lichen from Eros (1935)
- The Challenge from Beyond (1935, mit C. L. Moore, A. Merritt, H. P. Lovecraft und Robert E. Howard)
  - Deutsch: Die Bedrohung aus dem Weltraum. In: Frank Festa (Hrsg.): Der Lovecraft-Zirkel. Blitz (H. P. Lovecrafts Bibliothek des Schreckens #2603), 2000, ISBN 3-932171-89-6.
- Black Demons Dance (1936)
- Cones (1936)
- The Roaring Blot (1936)
- Harvest of Death (1936)
- Red Storm on Jupiter (1936)
- The Flame Midget (1936)
- Invaders from the Outer Suns (1937)
- Spawn of the Red Giants (1937)
- The Snake God Kills (1937)
- The Black Vortex (1937)
- Temporary Warp (1937)
- Carnival of Crawling Doom (1937)
- We, the Invisible (1938)
  - Deutsch: Die Unsichtbaren. Übersetzt von Wulf Bergner. In: Kurt Singer (Hrsg.): 13 Horror-Stories – Weltberühmte Erzählungen aus dem Unheimlichen. Heyne (Heyne-Anthologien #36), München 1972, DNB 730047644.
- Mind Out of Time (1938)
- Dark Vision (1939)
- The Creeper in Darkness (1939)
- White Barrier (1939)
- The Elemental (1939)
- Giants in the Sky (1939)
- The Dweller in Outer Darkness (1939)
- Flame of Life (1939)
- The Corpse’s Alibi (1939)
- Courtship of the Vampire (1939)
- Escape from Tomorrow (1939)
- Johnny on the Spot (1939)
- A Stitch in Time (1940)
- Red Moon (1940)
- The Man from Nowhere (1940)
- Fisherman’s Luck (1940)
- Woman Out of Time (1940)
- The Horizontals (1940)
- The Vibration Wasps (1941)
- Two Against Neptune (1941)
- Brown (1941)
- The Sky Trap (1941)
- Long, Long Ago (1941)
- Prisoners in Flatland (1941)
- The Plague from Tomorrow (1941)
- The Mercurian (1941)
- The Refugees (1942)
- Census Taker (1942)
- Grab Bags Are Dangerous (1942)
- Step Into My Garden (1942)
- Destination Unknown (1942)
- It Will Come to You (1942)
- To Follow Knowledge (1942)
- Circle of Youth (1943)
- The Glory Flight (1943)
- Star Comrades (1943)
- Son of His Father (1943)
- Return of the Undead (1943) with Otis Adelbert Kline
- The Stellar Vampires (1943)
- Willie (1943)
- Alias the Living (1944)
- He Came at Dusk (1944)
- Spawn of the Further Dark (1944)
- The Peeper (1944)
- Bridgehead (1944, auch als: The Temporal Transgressor, 1954)
- Beyond the Vortex (1944)
- Golden Child (1945)
- Dark Command (1945)
- Skyrover (1945, als Leslie Northern)
- Castaways in Two Dimensions (1945)
- They Sculp (1945, als Leslie Northern)
- Filch (1945)
- The Trap (1945)
- Fatal Thoughts (1945, als Leslie Northern)
- The Purple Dusk (1945, als Leslie Northern)
- The Shadow Dwellers (1945)
- The Critters (1945)
- Atomic Station (1946)
- A Guest in the House (1946)
- Shadow Over Venus (1946)
- Collector’s Item (1947)
- And We Sailed the Mighty Dark (1948)
- The World of Wulkins (1948)
- The House of Rising Winds (1948)
- Galactic Heritage (1948)
- Humpty Dumpty Had a Great Fall (1948)
  - Deutsch: Sturz von der Mauer. Übersetzt von Jesco von Puttkamer. In: Walter Spiegl (Hrsg.): Science-Fiction-Stories 7. Ullstein (Ullstein 2000 #9 (2833)), Berlin u. a. 1971, ISBN 3-548-02833-0. Auch als: Humpty Dumpty. In: Walter Ernsting (Hrsg.): Utopia SF Magazin, #7. Pabel, Rastatt 1957. Auch in: Jürgen vom Scheidt (Hrsg.): Guten Morgen Übermorgen. Ellermann, München 1975, ISBN 3-7707-6144-8.
- Time Trap (1948)
- Fuzzy Head (1948)
- Maturity Night (1949)
- The Timeless Man (1949)
- Two Face (1950)
  - Deutsch: Die zwei Gesichter. Übersetzt von Joachim A. Frank. In: Kurt Singer (Hrsg.): Horror 2: Klassische und moderne Geschichten aus dem Reich der Dämonen. Heyne (Heyne Allgemeine Reihe #841), München 1971, ISBN 3-7740-2234-8.
- The Miniature Menace (1950)
- Invasion (1950)
- Prison Bright, Prison Deep (1950)
- If You Don’t Watch Out (1950)
- Museum (1951)
- Martian Homecoming (1951)
- The Mississippi Saucer (1951)
- The Unfinished (1951)
- Lake of Fire (1951)
- The Timeless Ones (1951)
- And Someday to Mars (1952)
- Lesson in Survival (1952)
- Throwback in Time (1953)
- Little Men of Space (1953)
- The Spiral Intelligence (1953)
- Night-Fear (1953)
  - Deutsch: Die Furcht vor dem Dunkel. Übersetzt von Birgit Reß Bohusch. In: Ivan Howard (Hrsg.): Der Mensch und das Universum, (Novelets of Science Fiction, 1963). Moewig (Terra #551), München 1968, DNB 458319104.
- The Man the Martians Made (1954)
- The Man from Time (1954)
- Manhunt (1954)
- The Calm Man (1954)
- Mr. Caxton Draws a Martian Bird (1954)
- The Cottage (1954)
- Two Way Destiny (1954)
- A Lion in Your Lap (1954, als Frank Doty)
- Man of Distinction (1954)
- Giant in the Forest (1955)
- Good to Be a Martian (1955)
- Rebirth (1955)
- Preview (1956)
- Young Man With a Trumpet (1956)
- The Spectacles (1956)
- Made to Order (1957)
- The Golden Calf (1957)
- Riddle of the Deadly Paradise (1958, als Charles Long)
- When the Rains Came (1964)
- … And Others Shall Be Born (1968)
- Cottage Tenant (1975)
- Dark Awakening (1980)
- Woodland Burial (1981)
- The Autumn Visitors (1982)
- Diploma Time (1983)
- Problem Child (1983)
- Homecoming (1983)
- The Necronomicon, John Dee’s Translation (1984)
- Gateway to Forever (1984)
- Discovery Time (1985)
- Love in the Wildwood (1986)
- The Soaring (1987)
- Sauce for the Gander (1988)
- John Dee’s Necronomicon: A Fragment (1996)
- Rehearsal Night (2010)
- The Horror at Cut-Off Cove (2010)
- The Infants from Hell (2010)

### Sachliteratur
- Howard Phillips Lovecraft: Dreamer on the Night Side (1975)
  - Deutsch: Mein Freund H. P. Lovecraft. Festa (Festa Sachbuch), 2016, ISBN 978-3-86552-478-2.
- Autobiographical Memoir (1985)